# Geordie Shore
Geordie Shore è un reality show britannico prodotto da MTV, un adattamento del reality statunitense Jersey Shore, trasmesso a partire dal 24 maggio 2011.
Nello slang britannico il termine Geordie indica le persone originarie del Tyneside, zona nord orientale dell'Inghilterra.

## Storia
Geordie Shore è stato commissionato nel gennaio 2011; nel giugno dello stesso anno sono state commissionate altre due puntate speciali a Magaluf e successivamente una reunion speciale. I protagonisti della prima edizione e delle due puntate di Magaluf erano: Vicky Pattison, Jason 'Jay' Gardner, James Tindale, Holly Hagan, Charlotte-Letitia Crosby, Gary 'Gaz' Beadle, Sophie Kasaei e Greg Lake. Il 15 agosto 2011 è stato annunciato che Geordie Shore avrebbe avuto una seconda edizione articolata in otto episodi. Dopo le puntate di Magaluf, Greg ha annunciato l'abbandono dello show per trovare l'anima gemella ed è stato sostituito, a partire dalla seconda edizione, da Rebecca 'Becca' Louise Walker e Ricci Guarnaccio.
Nella seconda serie il cast è stato trasferito dalla casa di Jesmond in un magazzino convertito in casa alla periferia della città. Nel gennaio del 2012 è stato lanciato il loro profumo chiamato L'eau De Geordie catturando l'essenza di Newcastle.
A febbraio del 2012 è stato annunciato che la terza edizione (sempre di 8 episodi) di Geordie Shore sarebbe stata ambientata a Cancún in Messico durante le vacanze di primavera. Le riprese sono state fatte all'inizio di marzo per essere poi trasmesse su MTV nel successivo mese di giugno. Jay, alla fine della edizione, ha annunciato di voler abbandonare lo show.
È stata poi confermata anche la quarta edizione, in onda dal novembre del 2012, di otto episodi nella quale i ragazzi di Geordie Shore sono tornati nella casa/magazzino di Newcastle. Oltre a Jay anche Rebecca ha abbandonato il reality. Sono stati sostituiti da Scott 'Scotty T' Timlin e Daniel 'Dan' Thomas-Tuck.
MTV ha successivamente confermato la quinta edizione di Geordie Shore nella quale il cast è coinvolto in un vero e proprio tour europeo: i Geordie hanno girato per diverse località in tutta Europa, tra cui Amsterdam, Barcellona, Praga e Tignes. Le riprese per la quinta edizione sono iniziate a novembre del 2012 e, come confermato da diversi membri del cast su Twitter, si sono concluse nel mese di dicembre. La serie è stata trasmessa a febbraio 2013 in Inghilterra.
Nel febbraio 2013 è stata rivelato che le riprese per la sesta edizione sarebbero state fatte nel corso dello stesso anno a Sydney, in Australia. Il cast nella sesta edizione ha subito un ulteriore cambiamento: Ricci e Dan hanno abbandonato lo show. Inoltre Jason 'Jay' Gardner è tornato a far parte del cast per questa edizione.
Inoltre, a giugno 2013 è stata confermata la settima edizione. Le riprese sono state effettuate sempre a Newcastle; sono state interrotte per alcune settimane a causa di una rissa in un bar che ha coinvolto Vicky e Holly. I produttori hanno annunciato che sarebbero ricominciate non appena terminato il processo della polizia. Appena ricominciate le riprese Sophie è stata cacciata dallo show a causa di insulti razzisti che lei stessa ha ammesso di aver detto. Nuovo componente del cast è Marnie Simpson, cugina di Sophie.
Il 4 aprile 2014 viene confermata la 8ª edizione e viene inoltre comunicato che due nuovi membri, Aaron Chalmers e Kyle Christie, entrano a far parte del cast.
Il 19 agosto viene confermata la nona edizione.
La 9ª edizione è l'ultima per Vicky Pattison e James Tindale che si ritengono troppo cresciuti per continuare a "far follie" nella casa di Geordie Shore.
È stata confermata la 10ª edizione, in onda dal 7 aprile 2015, in cui sono presenti due nuovi membri del cast: Chloe e Nathan. In quegli stessi giorni è stata confermata l'11ª edizione.
Newcastle ha beneficiato della notorietà datagli dallo show, con migliaia di turisti arrivati per visitare la città. Alberghi e agenzie di viaggio hanno testimoniato che vi è stato un notevole aumento di interesse.

## Cast
Il cast iniziale di Geordie Shore era: Gary Beadle, Charlotte-Letitia Crosby, Jay Gardner, Holly Hagan, Greg Lake, Sophie Kasaei, Vicky Pattison e James Tindale.
Greg Lake è comparso nel primo episodio della seconda edizione per annunciare l'abbandono del reality. È stato sostituito da Ricci Guarnaccio e Rebecca Louise Walker. Nella 3ª edizione non vi è stato alcun cambiamento.
Per la quarta serie Geordie Shore sono state aperte nuove audizioni, poiché Jason Gardner e Rebecca Walker avevano abbandonato lo show. Si sono aggiunti Daniel Thomas-Tuck e Scott Timlin.
Il 2 aprile 2013, è stato annunciato che Daniel Thomas-Tuck e Ricci Guarnaccio avevano lasciato Geordie Shore e non sarebbero tornati per la sesta edizione. Il 9 aprile 2013 venne confermato che l'ex membro del cast Jason Gardner, presente dalla prima alla terza edizione, sarebbe tornato a far parte del cast nella sesta edizione.
Nella settima edizione si aggiunge al cast Marnie Simpson, cugina di Sophie Kasaei. Quest'ultima è stata costretta ad abbandonare lo show in seguito ad un episodio in cui ha urlato insulti razzisti.
Il 24 settembre 2013, è stato rivelato che Jason Gardner sarebbe tornato per fare un altro breve ritorno nella serie ma questa volta nella settima edizione.
Il 4 aprile 2014 viene comunicato che Aaron Chamlers e Kyle Christie si uniscono al cast per l'ottava edizione.
La 9ª edizione è l'ultima nel cast di Geordie Shore per Vicky Pattison e la decima edizione per James Tindale.
Nella decima edizione prendono parte al cast anche Nathan e Chloe. E nella dodicesima edizione entrano nella casa Chantelle Connelly e Marty McKenna quest'ultimo conosciuto per aver partecipato alla terza edizione di Ex on the Beach.
Il 1º giugno 2016 Charlotte Crosby annuncia via Twitter di abbandonare lo show. Il 24 giugno 2016 Chantelle Connelly ha annunciato di aver lasciato il programma. Il 14 luglio 2016 anche Holly Hagan annuncia di voler abbandonare lo show dopo tredici stagioni.
Nella quattordicesima edizione, oltre a far ritorno nel cast Sophie Kasaei, entra a farne parte Abbie Holborn, vincitrice dopo una lunga selezione di nuovo candidati geordies.
Nell’agosto 2017, dopo che ha annunciato di diventare padre, anche Gary Beadle decide di abbandonare lo show. Dalla sedicesima edizione entrano a far parte del cast Sam Gowland e Stephanie Snowdon. In seguito è stato rivelato che Stephanie è stata licenziata dallo show e non ritornerà nella diciassettesima edizione. Durante la sedicesima edizione, i membri del cast Aaron Chalmers e Marnie Simpson annunciano che lasciano entrambi lo show. Prima dell'inizio della serie è stato annunciato che l'ex membro del cast Holly Hagan avrebbe fatto un ritorno nello show. È stato anche confermato che sei nuovi membri del cast si uniscono alla serie, includono Grant Molloy e Adam Guthrie, e quattro australiani, Alexander MacPherson, Nick Murdoch, Dee Nguyen e Chrysten Zenoni.
La diciottesima edizione è la prima ad includere Faith Mullen. I membri del cast originale James Tindale e Kyle Christie si ricongiungono per una breve apparizione mentre Scotty T ritorna come controllore per conto di Anna.
La diciannovesima edizione include quattro nuovi membri: Beau Brennan, Tahlia Chung, Bethan Kershaw e Natalie Phillips; che rimpiazzano Adam Guthrie, Abbie Holborn e Faith Mullen.
Nella ventesima edizione, gli ex membri del cast James Tindale e Abbie Holburn sono tornati nella serie, mentre Holly Hagan, Sophie Kasaei e Scotty T hanno lasciato lo show. Adam Guthrie è apparso frequentemente. Questa è stata l'ultima serie con Sam Gowland e Tahlia Chung.
La ventunesima edizione presenta tre nuovi membri del cast: l'ex concorrente di The X Factor, Amelia Lily, l'atleta MMA Anthony Kennedy e il vincitore di True Love o True Lies, Louis Shaw.
| Edizione      | Episodi | Nome                          | Età (all'inizio della serie) | Viene da                    | Citazione |
| ------------- | ------- | ----------------------------- | ---------------------------- | --------------------------- | --- |
| 1-10, BB, 20- | 96      | James Tindale                 | 20                           | Consett, County Durham      | "Il lavoro più pesante che abbia mai fatto è stato pettinarmi"                                                                        |
| 10-           | 122     | Nathan Henry                  | 23                           | Darlington                  | "Sono la perfezione fatta persona" |
| 10-           | 122     | Chloe Ferry                   | 19                           | Newcastle                   | "Sono una ragazza spumeggiante" |
| 14-           | 74      | Abbie Holborn                 | 22                           | Newcastle                   | "Sono abbronzata, in forma e pronta all'azione"                                                                                       |
| 19-           | 28      | Bethan Kershaw                | 24                           | Newcastle                   | "Frizzante, a volte stronza, ti confonderò"                                                                                           |
| 21-           | 8       | Anthony Kennedy               | 26                           | Newcastle                   | "Faccio l'amore, non la guerra" |
| 21-           | 8       | Amelia Lily                   | 25                           | Middlesbrough               | "È ora di mostrare il mio lato selvaggio!"                                                                                            |
| 21-           | 5       | Louis Shaw                    | 23                           | Barnsley                    | "Sono un po' una canaglia, ma è per questo che tutti mi amano"                                                                        |
| Edizione      | Episodi | Nome                          | Età (all'inizio della serie) | Viene da                    | Citazione |
| 1-13, 17-19   | 125     | Holly Hagan                   | 18                           | Thornaby-on-Tees            | "Sono finta, mi piace flirtare e ho due tette enormi!" (ed. 1-13, 18-19) "Indovinate chi è tornato, stronzetti!" (ed. 17)             |
| 1-7, BB-19    | 120     | Sophie Kasaei                 | 21                           | South Shields               | "Potrei parlare fino a sfinire chiunque!"                                                                                             |
| 4-15, 18-19   | 92      | Scott "Scotty T" Timlin       | 24                           | Newcastle                   | "Fatemi entrare in quella casa, voglio spaccare tutto!"(ed. 4-15) "Non posso credere di essere il capo di questi ragazzi."(ed. 18-19) |
| 1-15          | 131     | Gary "Gaz" Beadle             | 23                           | Hexham                      | "Dovrebbero darmi una laurea in rimorchio di ragazze"                                                                                 |
| 1-BB          | 98      | Charlotte-Letitia Crosby      | 20                           | Sunderland                  | "Non bacerei mai nessuno senza tartaruga"                                                                                             |
| 8-11, BB      | 34      | Kyle Christie                 | 21                           | Newcastle                   | "Farò scintille, farò divertire tutti"                                                                                                |
| 7-16          | 87      | Marnie Simpson                | 21                           | South Shields               | "Sono una bellezza naturale, tette vere, capelli veri"                                                                                |
| 8-16          | 84      | Aaron Chalmers                | 26                           | Newcastle                   | "Sono sfacciato, vivace e molto dispettoso"                                                                                           |
| 16-20         | 49      | Sam Gowland                   | 21                           | Middlesbrough               | "Sono più simpatico di una comitiva di comici"                                                                                        |
| 17-18         | 14      | Adam Guthrie                  | 24                           | Newcastle                   | "So divertire e ci so fare con tutti, io sono così"                                                                                   |
| 12-13         | 19      | Chantelle Connelly            | 25                           | Newcastle                   | "Sono uno schianto e i ragazzi mi cadono ai piedi"                                                                                    |
| 12-15         | 35      | Martin "Marty" McKenna        | 20                           | Newcastle                   | "Sono un vero ragazzaccio e il mio ciuffo è letale."                                                                                  |
| 1-9           | 65      | Vicky Pattison                | 23                           | Wallsend, North Tyneside    | "Sono una ragazza di Geordie ma con uno stile da VIP"                                                                                 |
| 1-3, 6, 7, BB | 33      | Jason "Jay" Gardner           | 25                           | Gateshead                   | "La mia più grande paura è che mi vengano le rughe"                                                                                   |
| 2-3           | 16      | Rebecca "Becca" Louise Walker | 18                           | Newcastle                   | "Ho un fisico e un carattere da sballo!"                                                                                              |
| 2-5, BB       | 33      | Ricci Guarnaccio              | 24                           | Newcastle                   | "Sono bello e affascinante, funziona sempre!"                                                                                         |
| 4-5, BB       | 20      | Daniel "Dan" Thomas-Tuck      | 19                           | County Durham               | "Se cerchi rimorchiare sul dizionario c'è la mia foto"                                                                                |
| 17-19         | 20      | Alex MacPherson               | 22                           | Gold Coast                  | "Io non vado al rimorchio, le donne vengono da me"                                                                                    |
| 16            | 10      | Stephanie Snowdon             | 24                           | Newcastle                   | "Sarò anche fuori di testa ma tutti i migliori lo sono"                                                                               |
| 17            | 5       | Chrysten Zenoni               | 22                           | Gold Coast                  | "Sono una mini bomba australiana" |
| 17            | 6       | Grant Molloy                  | 21                           | Newcastle                   | "A volte bravo, a volte cattivo ma mai brutto"                                                                                        |
| 17            | 12      | Dee Nguyen                    | 24                           | Sydney                      | "Sono sfacciata e ho un sedere da urlo"                                                                                               |
| 17            | 12      | Nick Murdoch                  | 22                           | Brisbane                    | "Sono un cattivo ragazzo con un cuore d'oro"                                                                                          |
| 18            | 10      | Faith Mullen                  | 18                           |                             | "Quello che vedete è tutto vero, puro divertimento."                                                                                  |
| 1             | 8       | Greg Lake                     | 26                           | Whitley Bay, North Tyneside | "Il mio stile lascia il segno" |
| 19-21         | 28      | Beau Brennan                  | 25                           | Newcastle                   | "Sono così bello che mi bacerei da solo"                                                                                              |
| 19-21         | 26      | Natalie Phillips              | 28                           | Newcastle                   | "Sembrerò aggressiva ma sono molto dolce"                                                                                             |
| 19-20         | 20      | Tahlia Chung                  | 21                           | Newcastle                   | "Ballerò come una vecchia ma sono scatenata"                                                                                          |

|                    | Edizione  | Edizione | Edizione | Edizione | Edizione | Edizione | Edizione | Edizione | Edizione | Edizione | Edizione | Edizione | Edizione | Edizione | Edizione | Edizione | Edizione | Edizione | Edizione | Edizione | Edizione | Edizione |
| 1                  | 2         | 3        | 4        | 5        | 6        | 7        | 8        | 9        | 10       | 11       | 12       | BB       | 13       | 14       | 15       | 16       | 17       | 18       | 19       | 20       | 21       |          |
| Membri             | Membri    | Membri   | Membri   | Membri   | Membri   | Membri   | Membri   | Membri   | Membri   | Membri   | Membri   | Membri   | Membri   | Membri   | Membri   | Membri   | Membri   | Membri   | Membri   | Membri   | Membri   |          |
| ------------------ | --------- | -------- | -------- | -------- | -------- | -------- | -------- | -------- | -------- | -------- | -------- | -------- | -------- | -------- | -------- | -------- | -------- | -------- | -------- | -------- | -------- | -------- |
| James Tindale      |           |          |          |          |          |          |          |          |          |          |          |          |          |          |          |          |          |          |          |          |          |          |
| Chloe Ferry        |           |          |          |          |          |          |          |          |          |          |          |          |          |          |          |          |          |          |          |          |          |          |
| Nathan Henry       |           |          |          |          |          |          |          |          |          |          |          |          |          |          |          |          |          |          |          |          |          |          |
| Abbie Holborn      |           |          |          |          |          |          |          |          |          |          |          |          |          |          |          |          |          |          |          |          |          |          |
| Bethan Kershaw     |           |          |          |          |          |          |          |          |          |          |          |          |          |          |          |          |          |          |          |          |          |          |
| Amelia Lily        |           |          |          |          |          |          |          |          |          |          |          |          |          |          |          |          |          |          |          |          |          |          |
| Anthony Kennedy    |           |          |          |          |          |          |          |          |          |          |          |          |          |          |          |          |          |          |          |          |          |          |
| Louis Shaw         |           |          |          |          |          |          |          |          |          |          |          |          |          |          |          |          |          |          |          |          |          |          |
|                    | Ex Membri |          |          |          |          |          |          |          |          |          |          |          |          |          |          |          |          |          |          |          |          |          |
| Holly Hagan        |           |          |          |          |          |          |          |          |          |          |          |          |          |          |          |          |          |          |          |          |          |          |
| Gaz Beadle         |           |          |          |          |          |          |          |          |          |          |          |          |          |          |          |          |          |          |          |          |          |          |
| Sophie Kasaei      |           |          |          |          |          |          |          |          |          |          |          |          |          |          |          |          |          |          |          |          |          |          |
| Charlotte Crosby   |           |          |          |          |          |          |          |          |          |          |          |          |          |          |          |          |          |          |          |          |          |          |
| Vicky Pattison     |           |          |          |          |          |          |          |          |          |          |          |          |          |          |          |          |          |          |          |          |          |          |
| Jay Gardner        |           |          |          |          |          |          |          |          |          |          |          |          |          |          |          |          |          |          |          |          |          |          |
| Greg Lake          |           |          |          |          |          |          |          |          |          |          |          |          |          |          |          |          |          |          |          |          |          |          |
| Ricci Guarnaccio   |           |          |          |          |          |          |          |          |          |          |          |          |          |          |          |          |          |          |          |          |          |          |
| Rebecca Walker     |           |          |          |          |          |          |          |          |          |          |          |          |          |          |          |          |          |          |          |          |          |          |
| Scotty T           |           |          |          |          |          |          |          |          |          |          |          |          |          |          |          |          |          |          |          |          |          |          |
| Daniel Thomas      |           |          |          |          |          |          |          |          |          |          |          |          |          |          |          |          |          |          |          |          |          |          |
| Marnie Simpson     |           |          |          |          |          |          |          |          |          |          |          |          |          |          |          |          |          |          |          |          |          |          |
| Aaron Chalmers     |           |          |          |          |          |          |          |          |          |          |          |          |          |          |          |          |          |          |          |          |          |          |
| Kyle Christie      |           |          |          |          |          |          |          |          |          |          |          |          |          |          |          |          |          |          |          |          |          |          |
| Marty McKenna      |           |          |          |          |          |          |          |          |          |          |          |          |          |          |          |          |          |          |          |          |          |          |
| Chantelle Connelly |           |          |          |          |          |          |          |          |          |          |          |          |          |          |          |          |          |          |          |          |          |          |
| Sam Gowland        |           |          |          |          |          |          |          |          |          |          |          |          |          |          |          |          |          |          |          |          |          |          |
| Stephanie Snowdon  |           |          |          |          |          |          |          |          |          |          |          |          |          |          |          |          |          |          |          |          |          |          |
| Alex MacPherson    |           |          |          |          |          |          |          |          |          |          |          |          |          |          |          |          |          |          |          |          |          |          |
| Adam Guthrie       |           |          |          |          |          |          |          |          |          |          |          |          |          |          |          |          |          |          |          |          |          |          |
| Chrysten Zenoni    |           |          |          |          |          |          |          |          |          |          |          |          |          |          |          |          |          |          |          |          |          |          |
| Dee Nguyen         |           |          |          |          |          |          |          |          |          |          |          |          |          |          |          |          |          |          |          |          |          |          |
| Grant Molloy       |           |          |          |          |          |          |          |          |          |          |          |          |          |          |          |          |          |          |          |          |          |          |
| Nick Murdoch       |           |          |          |          |          |          |          |          |          |          |          |          |          |          |          |          |          |          |          |          |          |          |
| Faith Mullen       |           |          |          |          |          |          |          |          |          |          |          |          |          |          |          |          |          |          |          |          |          |          |
| Beau Brennan       |           |          |          |          |          |          |          |          |          |          |          |          |          |          |          |          |          |          |          |          |          |          |
| Natalie Phillips   |           |          |          |          |          |          |          |          |          |          |          |          |          |          |          |          |          |          |          |          |          |          |
| Tahlia Chung       |           |          |          |          |          |          |          |          |          |          |          |          |          |          |          |          |          |          |          |          |          |          |

     = Il membro è presente in questa edizione
     = Il membro fa un'apparizione in questa edizione
     = Il membro non è presente in questa edizione

## Doppiatori italiani
- Davide Albano (James Tindale)
- Alessandro Capra (Nathan Henry)
- Tiziana Martello (Chloe Ferry)
- Ilaria Egitto (Abbie Holborn)
- Daniel Magni (Beau Brennan)
- Chiara Francese (Bethan Kershaw)
- Alice Bertocchi (Natalie Phillips)
- Jolanda Granato (Amelia Lily)
- Stefano Pozzi (Anthony Kennedy)
- Matteo De Mojana (Louis Shaw)
- Katia Sorrentino (Holly Hagan)
- Gea Riva (Sophie Kasaei)
- Jacopo Calatroni (Scotty T)
- Omar Maestroni (Gary "Gaz" Beadle)
- Annalisa Usai (Charlotte Crosby)
- Maurizio Merluzzo (Jason "Jay" Gardner)
- Renato Novara (Ricci Guarnaccio)
- Stefano Pozzi (Daniel "Dan" Thomas-Tuck)
- Andrea Oldani (Kyle Christie)
- Francesca Bielli (Marnie Simpson)
- Simone Lupinacci (Aaron Chalmers)
- Marco Benedetti (Adam Guthrie)
- Tommaso Zalone (Alex MacPherson)
- Martina Felli (Chantelle Connelly)
- Vito "Shade" Ventura (Sam Gowland)
- Alessandro Pili (Marty McKenna)
- Benedetta Ponticelli (Vicky Pattison)
- Alice Bertocchi (Stephanie Snowdon)
- Francesco Mei (Greg Lake)
- Ludovica De Caro (Chrysten Zenoni)
- Mosè Singh (Grant Molloy)
- Giuliana Atepi (Dee Nguyen)
- Stefano Pozzi (Nick Murdoch)
- Martina Tamburello (Faith Mullen)
- Elisa Contestabile (Tahlia Chung)
- Beatrice Caggiula (Rebecca Walker)

## Edizioni
| Anno | Edizione                 | Sede                                            | Numero di episodi | Media delle visualizzazioni su MTV |
| ---- | ------------------------ | ----------------------------------------------- | ----------------- | ---------------------------------- |
| 2011 | Prima edizione           | Newcastle                                       | 6                 | 631.000                            |
| 2011 | Magaluf Madness          | Magaluf                                         | 2                 | 477.000                            |
| 2012 | Seconda edizione         | Newcastle                                       | 8                 | 617.000                            |
| 2012 | Terza edizione           | Cancún                                          | 8                 | 882.000                            |
| 2012 | Quarta edizione          | Newcastle                                       | 8                 | 994.000                            |
| 2013 | Quinta edizione          | Newcastle, Amsterdam, Praga, Barcellona, Tignes | 8                 | 908.000                            |
| 2013 | Sesta edizione           | Sydney                                          | 8                 | 1.038.000                          |
| 2013 | Settima edizione         | Newcastle                                       | 6                 | 1.040.000                          |
| 2014 | Ottava edizione          | Newcastle                                       | 8                 | 1.075.000                          |
| 2014 | Nona edizione            | Newcastle                                       | 8                 | 936.000                            |
| 2015 | Decima edizione          | Newcastle                                       | 8                 | 900.000                            |
| 2015 | Undicesima edizione      | Zante, Mykonos, Santorini                       | 10                | 1.149.000                          |
| 2016 | Dodicesima edizione      | Newcastle                                       | 8                 | 1.237.000                          |
| 2016 | Big Birthday Battle      | Newcastle                                       | 6                 | 1.195.000                          |
| 2016 | Tredicesima edizione     | Kavos, Magaluf, Ibiza                           | 10                | 952.000                            |
| 2017 | Quattordicesima edizione | Newcastle, Tignes                               | 12                | 867.000                            |
| 2017 | Quindicesima edizione    | Newcastle, Roma                                 | 9                 | 553.000                            |
| 2018 | Sedicesima edizione      | Newcastle, Tenerife                             | 10                | 602.000                            |
| 2018 | Diciassettesima edizione | Gold Coast                                      | 12                | 469.000                            |
| 2018 | Diciottesima edizione    | Newcastle, Benidorm                             | 10                | 416.000                            |
| 2019 | Diciannovesima edizione  | Newcastle                                       | 10                | 355.200                            |
| 2019 | Ventesima edizione       | Newcastle                                       | 10                | 278.920                            |
| 2020 | Ventunesima edizione     | Newcastle                                       | 8                 |                                    |

Note: Questi dati di ascolto sono presi da MTV e MTV+1